# Bitskey Zoltán
Bicskei Bitskey Zoltán (Zólyom, 1904. február 10. – Miskolc, 1988. augusztus 1.) úszó, edző, Bitskey Aladár úszó, edző, katonatiszt bátyja.

## Családja és származása
Az ősrégi nemesi származású bicskei Bitskey család sarja. Édesapja tápióbicskei Bitskey Andor (1871–1964), királyi törvényszéki albíró, járásbíró, édesanyja Prohászka Katalin (1881–1959). Apai nagyszülei idősebb tápióbicskei Bitskey Andor, és Vida Etelka voltak. Apai nagyapai dédszülei tápióbicskei Bitskey József (1799–1836), földbirtokos, és Ivanics Johanna (1802–1871) voltak.

## Élete
1922-től az Egri MOVE SE úszója volt. 1924-től szerepelt a magyar válogatottban. Elsősorban gyorsúszásban volt eredményes. Az 1924. évi párizsi olimpián 200 méteres mellúszásban a középfutamba bejutott, a döntőbe azonban már nem. Az első úszó Európa-bajnokságon tagja volt az ezüstérmes 4×200 méteres gyorsváltónak. Az 1927. évi római főiskolai világbajnokságon négy arany- és egy ezüstérmével ő lett a legeredményesebb magyar úszó. Az 1928. évi nyári olimpián már nem vett részt. 1928-ban lemondott a válogatottságról, majd 1931-ben befejezte a versenyszerű úszást.
Már versenyzőként is vezette az egri úszók edzéseit. Jogi doktori címe megszerzése után Debrecenben telepedett le, ahol családot alapított. A közigazgatásban helyezkedett el, és folytatta edzői tevékenységét. Később Kolozsváron vállalt munkát. A második világháború végén amerikai fogságba esett. Hazatérése után Egerben a közoktatásban kapott munkát. Ezt követően Miskolcon úszóedzőként folytatta, majd a Lenin Kohászati Művek jogi osztályán dolgozott. Nyugdíjazása után sportvezetőként vállalt szerepet a miskolci úszósportban.

## Sporteredményei
- olimpiai résztvevő:
  - 1924, Párizs: 200 m mell (3:09,2)
- Európa-bajnoki 2. helyezett:
  - 1926, Budapest:
    - 4 × 200 m gyorsváltó (10:03,4 – Bitskey Zoltán, Wanié András, Tarródi Szigritz Géza, Bárány István)
- ötszörös főiskolai világbajnok:
  - 1927, Róma:
    - 50 m gyors (29,9)
    - 400 m gyors (5:43,6)
    - 4 × 50 m gyorsváltó (2:05,4 – Bitskey Aladár, Bitskey Zoltán, Csepela Gyula, Thaler Gyula)
    - 3 × 50 m vegyes váltó (1:44,1 – Bitskey Aladár, Bitskey Zoltán, Hegedűs István)

  - 1928, Párizs:
    - 4 × 50 m gyorsváltó (2:00,2 – Bitskey Aladár, Bitskey Zoltán, Fehér István, Wannie Rezső)
- kétszeres főiskolai világbajnoki 2. helyezett:
  - 1927, Róma: 100 m gyors (1:09,8)
  - 1928, Párizs: 100 m mell (1:25,6)
- főiskolai világbajnoki 3. helyezett:
  - 1928, Párizs: 400 m gyors (5:52,6)
- magyar bajnok: 400 m gyors (1926)
- tízszeres magyar váltóbajnok

## Emlékezete
- Bitskey Zoltán-emlékverseny